# Liste der Gebäude in Regio III (Ostia)

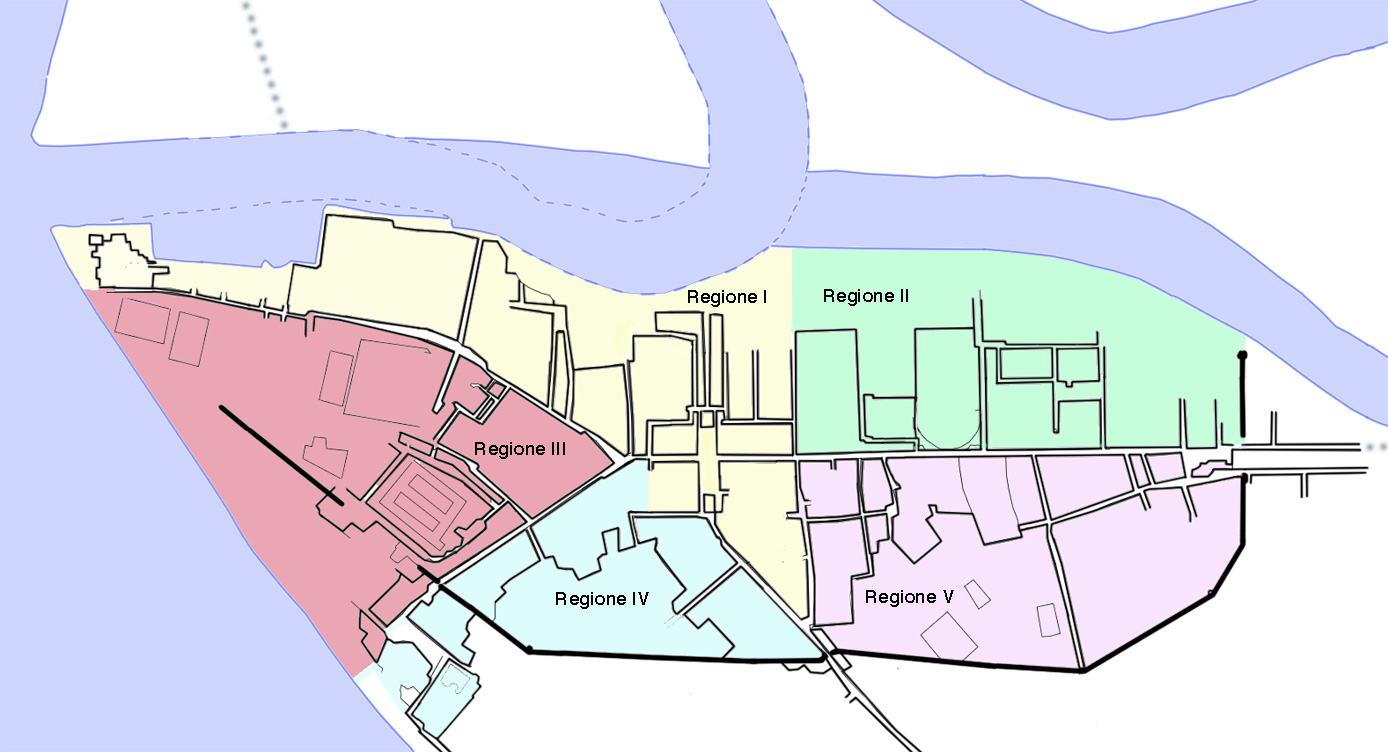

Dies ist die Liste der Bauten in der Regio III der antiken römischen Stadt Ostia. Die Namen werden in Italienisch wiedergegeben; viele Bauten haben keinen eigenen Namen und werden in der Literatur nur als Caseggiato oder Edificio (Wohnhaus, Gebäude) benannt. Hier ist die wichtigste Angabe der modern zugeteilte Nummerncode (Regio, Insula, Hausnummer).

## Insula I
| Name                                  | Nummer      | Beschreibung |
| ------------------------------------- | ----------- | --- |
| Caseggiato                            | III,I,1     | Läden und Wohnungen |
| Terme della Basilica Cristiana        | III,I,2–3   | Thermen, unter Trajan errichtet; Umbauten im dritten Jahrhundert; dekoriert mit Mosaiken.                                                       |
| Basilica Cristiana                    | III,I,4     | Spätantiker Bau unsicherer Funktion. Teile des Gebäudes sind in eine Straße und in angrenzende Wohnbauten aus der Zeit des Trajan hineingebaut. |
| Caseggiato                            | III,I,5     | Läden aus trajanischer Zeit. |
| Domus und Mitreo delle Pareti Dipinte | III,I,6     | Mithräum mit gut erhaltenen Wandmalereien. In ein Haus hineingebaut.                                                                            |
| Mercato                               | III,I,7     | Längliches Gebäude mit Mittelgang und Läden an beiden Seiten; wahrscheinlich nur einstöckig.                                                    |
| Caseggiato                            | III,I,8     | Längliches Gebäude mit Mittelgang; wahrscheinlich Werkstatt, es ist nicht bekannt, was hier produziert wurde.                                   |
| Caseggiato                            | III,I,9     | Sehr großes kommerzielles Gebäude. Es hat einen Innenhof, in dem wiederum ein Bau steht. Die Funktion des Baues ist unbekannt.                  |
| Edificio                              | III,I,10    | Kleiner Bau aus trajanischer Zeit, unbekannte Funktion. Im Bau finden sich Wasserbecken.                                                        |
| Edificio                              | III,I,11    | Bau im Hof von III,I,9; vielleicht Lager. |
| Caseggiati                            | III,I,12–13 | Bau im Hof von III,I,9; Wohn- oder Geschäftshaus.                                                                                               |
| Botteghe                              | III,I,14    | Eine Reihe von Läden, die den Komplex III,I,9 zur Straße abschließt.                                                                            |
| Caseggiato                            | III,I,15    | Kleine Werkstatt, in einem Raum befinden sich mehrere Wasserbecken.                                                                             |

## Insula II
| Name                     | Nummer     | Beschreibung |
| ------------------------ | ---------- | --- |
| Tempio dei Fabri Navales | III,II,1–2 | Tempel der Schiffsbauer; die hier verehrte Gottheit ist unbekannt. Der Tempel wurde im zweiten Jahrhundert errichtet. Vorher stand hier eine Wäscherei. Im fünften Jahrhundert diente der Komplex als Zwischenlager für Marmor. Zahlreiche Marmorsäulen fanden sich im Hof, die offensichtlich nie benutzt und weitertransportiert wurden.                                         |
| Domus sul Decumano       | III,II,3   | Wohnhaus des vierten Jahrhunderts. Ein hier gefundener Sarkophag diente wahrscheinlich als Wasserbecken. |
| Caseggiato               | III,II,4   | Gebäude unsicherer Funktion. |
| Domus di Marte           | III,II,5   | Das Haus des Mars stammt aus hadrianischer Zeit. Es hat den Namen von einem hier gefundenen Altar, der eine Widmung an Mars Augustus trägt. Es mag sich bei dem Bau um den Sitz einer Zunft handeln. Der Bau hatte wahrscheinlich kein Obergeschoss. Es fanden sich keine Reste einer Treppe und die Mauern sind relativ dünn.                                                     |
| Horrea                   | III,II,6   | Lagerhaus aus trajanischer Zeit. |
| Botteghe                 | III,II,7   | Läden |
| Edificio                 | III,II,8   | Bau unbekannter Funktion. |
| Caseggiato               | III,II,9   | Bau unsicherer Funktion, vielleicht Wohnhaus. |
| Edificio                 | III,II,10  | Eine Reihe von Läden. |
| Sacello                  | III,II,11  | Kleiner Schrein; es fand sich das Fragment einer Marmorstatue, die vielleicht Dionysos darstellt. |
| Sacello delle Tre Navate | III,II,12  | Es handelt sich um eine kleine Kapelle, die hier verehrte Gottheit ist nicht bekannt, doch gibt es Hinweise auf Dionysos. Der Bau hat Ähnlichkeiten mit einem Mithräum und hat ein Mittelschiff mit zwei Reihen von Säulen sowie zwei Seitenschiffe. Die Wände zeigen Reste von Wandmalereien. Der Fußboden ist mit Mosaiken dekoriert. Vor dem Eingang gibt es eine kleine Küche. |

## Insula III
| Name                     | Nummer    | Beschreibung |
| ------------------------ | --------- | --- |
| Caseggiato delle Trifore | III,III,1 | Wohnungen und Läden, die unter Antoninus Pius errichtet wurden. Das Haus wird an beiden Längsseiten von einer Straße flankiert. Zum Decumanus Maximus finden sich Läden, die dahinter liegenden Räumen öffnen sich zu einer Nebenstraße. In zwei Räumen gibt es relativ gut erhaltene Reste von Wandmalereien. Diverse Räume haben Mosaiken. Es gibt eine Treppe, die von der Hauptstraße in ein Obergeschoss führt. Die Wände des Hauses stehen zum Teil noch bis in das Obergeschoss, wo sich große Fenster zur Straße hin öffnen. Das Haus hatte wahrscheinlich einst vier Stockwerke mit etwas 38 Wohnungen. |
| Edificio                 | III,III,2 | Läden aus hadrianischer Zeit. |
| Edificio                 | III,III,3 | Gebäude unbekannter Funktion. |

## Insula IV
| Name                    | Nummer   | Beschreibung                                                                                       |
| ----------------------- | -------- | -------------------------------------------------------------------------------------------------- |
| Caseggiato Trapezoidale | III,IV,1 | Stall eines nebenan liegenden Hotels (die Casa delle Volte Dipinte). Erbaut in hadrianischer Zeit. |

## Insula V
| Name                     | Nummer  | Beschreibung |
| ------------------------ | ------- | --- |
| Casa delle Volte Dipinte | III,V,1 | Das Haus der bemalten Gewölbe datiert in hadrianische Zeit. Es handelt sich um ein mehrstöckiges Gebäude, das vielleicht als Hotel diente. Es bildet eine eigene Insula. Fenster finden sich an allen vier Seiten, sodass das Gebäude auch für Licht keinen Hof benötigte. Die Räume finden sich auf beiden Seiten entlang eines mittleren Korridors. Das untere Stockwerk gehörte wohl einst zu einer Familie. Hier befinden sich auch eine Latrine und eine Küche. Die Räume sind reich mit Mosaiken und Malereien ausgestattet; viele von ihnen seit der Ausgrabung stark vergangen. Die Mosaiken sind schon in der Antike eher notdürftig repariert worden, was andeutet, dass die späteren Bewohner nicht das Geld hatten, sie ausreichend instand zu halten. |

## Insula VI
| Name             | Nummer     | Beschreibung |
| ---------------- | ---------- | --- |
| Domus del Ninfeo | III,VI,1–3 | Es handelt sich um ein nobles Wohnhaus aus dem vierten Jahrhundert, das in die Räume eines Mietshauses des zweiten Jahrhunderts hineingebaut wurde. Der Neubau stammt aus dem zweiten Viertel des vierten Jahrhunderts. Kleinere Umbauten datieren in die zweite Hälfte desselben Jahrhunderts. Das neue Haus hat ein eigenes Nymphäum, das im Eingangshof des Hauses steht. Südlich davon befinden sich diverse Räume. Einer von ihnen hat ein großes Fenster zum Hof hin, das mit zwei Säulen dekoriert ist. Der Fußboden dieses Raumes ist mit Opus Sectile ausgelegt. Ein anderer Raum hat ein schwarz-weißes Mosaik. Zwei weitere Räume hatten im unteren Teil eine Wandverkleidung mit Marmor. Darüber fanden sich Wandmalereien, die jedoch nur zum Teil erhalten sind. Sie gehören zu den spätesten römischen Wandmalereien in einem Privathaus überhaupt. |
| Ninfeo           | III,VI,4   | Ein öffentliches Nymphäum aus hadrianischer Zeit. |

## Insula VII
| Name                       | Nummer      | Beschreibung |
| -------------------------- | ----------- | --- |
| Edificio                   | III,VII,    | Gebäude unbekannter Funktion |
| Monumento Funerario        | III,VII,2   | Grabbau aus der Zeit um 30 bis 20 v. Chr. |
| Domus Fulminata            | III,VII,3–4 | Großes Haus mit säulenbestückten Innenhof. Das Haus wurde im ersten Jahrhundert errichtet. Es gibt diverse Umbauten. Im Hof befindet sich auf einem kleinen Marmorblock die Inschrift: F D C: F(ulgur) D(ium) C(onditum): Ein göttlicher Blitz wurde begraben. Demnach wurde das Haus von einem Blitz getroffen. Die Inschrift gab dem Haus den modernen Namen. Es gibt Mosaiken und es fanden sich diverse Skulpturen. Das Haus hatte mindestens ein weiteres Stockwerk. An der Front befanden sich Läden. |
| Casa della Domus Fulminata | III,VII,5   | Dieses Haus ist Teil des Gebäudes der Domus Fulminata. Es handelt sich um ein Wohnhaus. |
| Caseggiato                 | III,VII,6   | Es handelt sich um ein kommerzielles Gebäude mit großem Innenhof. Im Norden gibt es einen breiten Eingang. Hier befindet sich auch ein Raum mit einem Becken. Zur Straßenseite hin befinden sich auch kleine Läden. Die Nutzung des unter Trajan errichteten Baues ist unsicher. Vielleicht handelte es sich um einen Stall. |
| Caseggiato                 | III,VII,7   | Kommerzielles Gebäude mit großem Innenhof. |
| Edificio con Opus Sectile  | III,VII,8   | Es handelt sich um ein großes, nur zum Teil ausgegrabenes Gebäude. Es liegt etwa 100 Meter vom Stadttor entfernt nahe der antiken Küstenlinie. Man betritt den Bau über ein Vestibül und gelangt von dort in einen Hof. Auf der Ostseite befinden sich einige Räume, worunter sich eine Exedra befindet. Sie hat zwei Säulen zur Hofseite hin und einen Marmorfußboden. An der Nordseite befinden sich weitere Räume. Einer von ihnen war mit figürlichem opus sectile dekoriert und zeigt christliche Motive, aber auch Löwen, die andere Tiere erlegen. Die Dekoration datiert an das Ende des vierten Jahrhunderts, ist aber nie fertiggestellt worden. Auch der Boden des Raumes war mit Opus sectile dekoriert. Die Decke hatte einst ein Mosaik. Mosaiken an der Decke von Räumen sind eine Innovation des vierten Jahrhunderts und sonst aus dieser Zeit archäologisch kaum bezeugt. Die Funktion des Baues unsicher, vielleicht handelte es sich um eine Villa. |

## Insula VIII
| Name            | Nummer     | Beschreibung |
| --------------- | ---------- | --- |
| Edificio        | III,VIII,1 | Bau unbekannter Funktion. |
| Terme Marittime | III,VIII,2 | Große Thermenanlage, die um 130 n. Chr. auf Resten der Stadtmauer erbaut wurde. Der Name Terme Marittime ist aus einer antiken Inschrift bekannt (CIL XIV, 137), bezieht sich aber wahrscheinlich auf andere Thermen und ist daher falsch. Der Bau ist reich mit schwarz-weißen Mosaiken ausgestattet. |

## Insula IX – Case a Giardino
| Name                     | Nummer                         | Beschreibung |
| ------------------------ | ------------------------------ | --- |
| Case a Giardino          | III,IX,2–5, 7–11, 13–20, 23–26 | Bei den Gartenhäusern handelt es sich um einen großen Häuserkomplex vom Beginn des zweiten Jahrhunderts. Die Anlage gilt als Musterbeispiel eines geplanten Wohnkomplexes für Luxusappartements und befand sich einst in Küstennähe. Sie bildet ein großes Viereck, an dessen Außenseite sich vor allem Läden befinden. Um einen Innenhof gruppieren sich Luxuswohnungen. Im Innenhof, der sicherlich eine Gartenanlage bildete, finden sich auch Springbrunnen und weitere Luxuswohnungen. Die meisten Appartements sind reich mit Wandmalereien und Mosaiken ausgestattet und waren mehrstöckig. Es lassen sich mehrere Umbauten belegen. Insgesamt wurde die Anlage aber im dritten Jahrhundert aufgegeben; Teile wurden jedoch weiterbenutzt und es gibt Belege für kommerzielle Nutzungen. |
| Domus dei Dioscuri       | III,IX,1                       | Es handelt sich um ein großes Wohnhaus aus dem vierten Jahrhundert, das in einen Teil der (damals wohl schon aufgegebenen) Case a Giardino hingebaut wurde und teilweise deren Mauern benutzt. Es fanden sich zwei polychrome Mosaiken, eines zeigt die beiden Dioskuren und gab dem Haus seinen Namen. Das Haus hat eine eigene Badeanlage. |
| Casa delle Ierodule      | III,IX,6                       | Das Haus ist Teil der Case a Giardino. Es ist vor allem wegen seiner gut erhaltenen Wandmalereien bemerkenswert. In einem Raum fanden sich auch beträchtliche Teile der antiken, bemalten Decke, die rekonstruiert werden konnte. |
| Casa delle Pareti Gialle | III,IX,12                      | Das Haus der gelben Wände ist Teil der Case a Giardino. Es handelt sich um eine mittelgroße Wohnung, deren Fenster sich alle zum Garten orientieren. Die Wohnung ist bemerkenswert wegen ihrer gut erhaltenen Wandmalereien und Mosaiken. Die geometrischen und floralen Mosaiken datieren in hadrianische Zeit, in der das Haus erbaut wurde. Die Wandmalereien datieren in die zweite Hälfte des zweiten Jahrhunderts, in das dritte Jahrhundert und teilweise an den Beginn des vierten Jahrhunderts. |
| Casa del Graffito        | III,IX,21                      | Es handelt sich um eine mittelgroße Wohnung innerhalb der Case a Giardino, die ihren Namen von einem Graffito erhielt. Es gibt Reste von Wandmalereien und Mosaiken. |
| Domus delle Muse         | III,IX,22                      | Das Haus der Musen bildet eine größere Wohneinheit innerhalb der Case a Giardino. Es ist vor allem wegen seiner gut erhaltenen Wandmalereien bemerkenswert. Ein Großteil der Räume hat geometrische oder florale schwarz-weiße Mosaiken. |

## Insula X
| Name                     | Nummer  | Beschreibung |
| ------------------------ | ------- | --- |
| Caseggiato degli Aurighi | III,X,1 | Der Block der Streitwagenfahrer bildet mit den Terme dei Sette Sapienti und der Caseggiato del Serapide eine Einheit. Er wurde unter Antoninus Pius fertiggestellt. Es handelt sich um ein mehrstöckiges Wohnhaus mit einem Innenhof, dessen Fassade Arkaden aufweist. Es hatte einst vier oder fünf Stockwerke. Im Erdgeschoss befanden sich vor allem Läden, aber auch eine größere Wohnung und eine Werkstatt. Das zweite Stockwerk ist noch belegt. In zahlreichen Räumen sind Reste der originalen Wandbemalung erhalten. Im ersten Stockwerk fanden sich einfache Fußbodenmosaike. Der Block hat seinen modernen Namen von zwei Bildern, die Streitwagenfahrer darstellen. |
| Terme dei Sette Sapienti | III,X,2 | Die Thermen der Sieben Weisen liegen zwischen zwei mehrstöckigen Wohnbauten und waren Teil dieser Wohnanlage und keine öffentlichen Badehäuser. Sie sind reich mit Mosaiken und Wandmalereien ausgestattet. Das Bild der sieben Weisen gab der Anlage ihren Namen. |
| Caseggiato del Serapide  | III,X,3 | Dieses Wohnhaus bildet mit den vorherigen eine bauliche Einheit. Im Erdgeschoss finden sich vor allem Läden. Der Hof hat hohe Arkaden, die heute noch bis zur originalen Höhe erhalten sind. Im Hof befindet sich eine Nische mit einem Relief, das Serapis zeigt, aus severischer Zeit. |

## Insula XI
| Name       | Nummer   | Beschreibung                                      |
| ---------- | -------- | ------------------------------------------------- |
| Caseggiato | III,XI,1 | Geschäfts- und Gewerbehaus aus trajanischer Zeit. |

## Insula XII und XIII
| Name                       | Nummer       | Beschreibung |
| -------------------------- | ------------ | --- |
| III,XII,1–2 & III,XIII,1–2 | Casette Tipo | Es handelt sich um mindestens vier baugleiche Wohnhäuser aus trajanischer Zeit. Die eher dünnen Wände deuten darauf hin, dass die beiden Häuser nicht mehr als zwei Stockwerke hatten. Im oberen Stockwerk dürften sich jeweils identische Wohnungen wie im Erdgeschoss befunden haben, vielleicht aber auch diverse kleinere Wohnungen. Einige Räume sind mit Mosaiken ausgestattet. |

## Insula XIV
| Name                | Nummer    | Beschreibung |
| ------------------- | --------- | --- |
| Edificio a tabernae | III,XIV,1 | Wohn- und Gewerbebau aus der Zeit von Antoninus Pius; einige gut erhaltene Wandmalereien. Es gibt eine Treppe, die mindestens ein weiteres Stockwerk bezeugt und eine Taverne. |
| Caseggiato          | III,XIV,2 | Kleiner Bau, unbekannter Funktion; aus dem zweiten Jahrhundert. |
| Magazzino dei Doli  | III,XIV,3 | Einzelner Raum mit 21 in den Boden gegrabenen Gefäßen. |
| Caseggiato di Annio | III,XIV,4 | Es handelt sich um ein Wohn- und Geschäftshaus aus hadrianischer Zeit. An der Fassade finden sich drei Tonplaketten mit der Aufschrift: OMNIA FELICI[A] ANNI (frei übersetzt: das Geschäft des Annius läuft gut). Die Fassade des Hauses hatte Balkone, die teilweise erhalten sind. Das Gebäude scheint zunächst hauptsächlich gewerblich genutzt worden zu sein. Später wurden viele Türen zugemauert um Wohnraum zu schaffen. Im Inneren finden sich zum Teil gut erhaltene Wandmalereien. |

## Insula XV
| Name       | Nummer   | Beschreibung |
| ---------- | -------- | ------------ |
| Caseggiato | III,XV,1 | Vier Läden.  |

## Insula XVI
| Name                  | Nummer    | Beschreibung |
| --------------------- | --------- | --- |
| Botteghe              | III,XVI,1 | Kleiner kommerziell genutzter Bau. |
| Caseggiato            | III,XVI,2 | Wohnhaus aus hadrianischer Zeit mit Resten von Wandmalereien aus antoninischer Zeit und Mosaiken. |
| Edificio              | III,XVI,3 | Kommerziell genutzter Bau; unter Antoninus Pius erbaut. |
| Edificio              | III,XVI,4 | Kommerziell genutzter Bau aus hadrianischer Zeit. |
| Edificio              | III,XVI,5 | Ladenbau aus der Zeit von Trajan. |
| Caseggiato            | III,XVI,6 | Kommerziell genutzter Bau, der später in ein Wohnhaus umgewandelt wurde. |
| Terme della Trinacria | III,XVI,7 | Es handelt sich um Thermen aus der Zeit Hadrians; Umbauten stammen aus der Zeit des Commodus. Die Thermen haben ihren Namen von einem Mosaik, das die Personifikation Siziliens zeigt, ein Frauenkopf mit drei Beinen (triskeles), die aus den Kopf wachsen. Ein Mosaik zeigt eine Nereide auf einem Meeresungeheuer und zwei Delphine. Das Mosaik trägt die Inschrift: STATIO CUNNULINGIORUN – Büro der Votzenlecker. Die Inschrift kann nur gelesen werden, wenn man auf der Bank am Rand der Wand sitzt. Vermutlich diente ein Seitenraum des Bades als Bordell. |

## Insula XVII
| Name                                     | Nummer     | Beschreibung |
| ---------------------------------------- | ---------- | --- |
| Horrea und Terme                         | III,XVII,1 | Es handelt sich um ein Lager aus hadrianischer Zeit; der Bau wurde später in ein Wohnhaus umgewandelt und ein Bad wurde installiert. |
| Caseggiato del Mitreo della Planta Pedis | III,XVII,2 | Mithräum, das in eine hadrianische Halle hineingebaut wurde. Es ist mit einem schwarz-weißen Mosaik ausgestattet und es fanden sich Teile der Figurengruppe, die Mithras zeigt, wie er den Stier tötet (nur zwei Seitenfiguren sind erhalten). Das Mosaik des Tempels zeigt am Eingang eine Fußsohle, die dem Haus den Namen gab. Es handelt sich um den Fußabdruck von Mithras. Daneben zeigt das sonst nur weiße Mosaik noch eine Schlange.                                                                     |
| Domus del Serapeo                        | III,XVII,3 | Hadrianisches Haus, das mit dem benachbarten Serapeum verbunden war. Das Haus hat ein polychromes Mosaik aus hadrianischer Zeit mit 68 Feldern, in denen sich diverse Bilder befinden. Vierzehn von ihnen sind erhalten, darunter finden sich Vögel, Theatermasken und Vasen. Im vierten Jahrhundert wurde das Haus umgebaut. Der Zugang zum Serapeum wurde vermauert. Aus dieser Zeit stammen einige Marmorverkleidungen und ein Nymphäum. In dieser Zeit wurde das Gebäude mit Sicherheit als Wohnhaus benutzt. |
| Serapeum                                 | III,XVII,  | Tempel des Serapis aus hadrianischer Zeit; mit Mosaiken ausgestattet. |
| Caseggiato di Bacco e Arianna            | III,XVII,5 | Wohnhaus aus hadrianischer Zeit, das mit dem angrenzenden Tempel des Serapis verbunden war. Reich mit qualitätvollen Mosaiken dekoriert. Eines von ihnen zeigt Bacchus und Ariadne und gab dem Haus den (modernen) Namen. |

## Insula XVIII
| Name   | Nummer    | Beschreibung                        |
| ------ | --------- | ----------------------------------- |
| Horrea | III,XVIII | Lagerhaus,nur zum Teil ausgegraben. |